# Биберах ан дер Рису
Биберах ан дер Рису (њем. Biberach an der Riß) град је у њемачкој савезној држави Баден-Виртемберг. Једно је од 45 општинских средишта округа Биберах. Према процјени из 2010. у граду је живјело 32.334 становника. Посједује регионалну шифру (AGS) 8426021.

## Географски и демографски подаци
Биберах ан дер Рису се налази у савезној држави Баден-Виртемберг у округу Биберах. Град се налази на надморској висини од 533 метра. Површина општине износи 72,2 km².

## Становништво
У самом граду је, према процјени из 2010. године, живјело 32.334 становника. Просјечна густина становништва износи 448 становника/km².

## Међународна сарадња
| Мјесто   | Држава               | Врста сарадње | Од    |
| -------- | -------------------- | ------------- | ----- |
| Телави   | Грузија              | партнерство   | 1987. |
| Тендринг | Уједињено Краљевство | партнерство   | 1991. |
| Валанс   | Француска            | партнерство   | 1967. |
| Гернзи   | Уједињено Краљевство | контакт       | 1997. |
| Швидница | Пољска               | партнерство   | 1990. |
| Асти     | Италија              | партнерство   | 1981. |
| Извор    |                      |               |       |